# Санта-Ріта-ду-Сапукаї
Санта-Ріта-ду-Сапукаї (порт. Santa Rita do Sapucaí) — муніципалітет в Бразилії, входить до складу штату Мінас-Жерайс. Є складовою частиною мезорегіону Південь і південний захід штату Мінас-Жерайс. Входить до економічно-статистичного мікрорегіону Санта-Ріта-ду-Сапукаї. Населення становить 34 920 чоловік (станом на 2006 рік). Займає площу 350,874 км².
Місто засновано 24 травня 1892 року.